# 2008年2月

## 2月29日
- 國會通過國務總理韓昇洙的任命同意案，随后总统李明博正式任命其为国务总理。PChome新聞-中央社[]人民网（页面存档备份，存于）
- 中國北京首都國際機場的三号航站楼正式投入运营，成为目前世界单体面积最大的航站楼。CNN（页面存档备份，存于）新华网（页面存档备份，存于）

## 2月28日
- 泰國前總理他信結束自2006年9月泰国发生军事政变以来的流亡生涯，由香港返回曼谷，他表示将不再参与政治。蘋果動新聞新华网（页面存档备份，存于）
- 总统齐贝吉与反对党橙色民主运动领导人奥廷加在内罗毕就组建联合政府签署协议，以結束總統選舉後的政治危機。CNN（页面存档备份，存于）新华网

## 2月27日
- 英國發生近25年來最強烈的地震，強度黎克特制5.2級，震央位於林肯郡（Lincolnshire）的小鎮馬基特雷森（Market Rasen）。蘋果日報
- 緬甸軍政府在國營傳媒公開的憲法公投法，列明任何人反對5月的憲法草案公投，最高可判入獄3年。蘋果動新聞

## 2月26日
- 美國紐約愛樂樂團在首都平壤的東平壤大劇院举行演出，成为首个在朝鲜演出的美国交响乐团。美聯社[]新华社（页面存档备份，存于）
- 位于挪威斯瓦尔巴特群岛的斯瓦尔巴全球种子库正式启用，开始储存来自世界各地的种子样本，确保它们不会因自然灾害和人为破坏而消失。新华网（页面存档备份，存于）

## 2月25日
- 韩国当选总统李明博在首尔国会议事堂前的国会广场正式宣誓就职，成为第17任韩国总统。新华网（页面存档备份，存于）
- 全球最大信用卡组织Visa公司宣布首次公开募股计划，筹资额最高将达188亿美元，成为美国历史上最大规模的首次公开募股。新华网（页面存档备份，存于）

## 2月24日
- 古巴全国人民政权代表大会选举前国务委员会主席菲德尔·卡斯特罗的弟弟劳尔·卡斯特罗为新一任国务委员会主席。中新网（页面存档备份，存于）
- 塞浦路斯议会议长、劳动人民进步党总书记季米特里斯·赫里斯托菲亚斯赢得当天举行的第二轮总统选举，当选新一任塞浦路斯总统，並同意儘快和北塞浦路斯總統麥赫邁特·阿里·塔拉特會面。新华网（页面存档备份，存于）REUTERS（页面存档备份，存于）
- 第80屆奧斯卡金像獎颁奖典礼在美国好莱坞柯达剧院举行，《老无所依》获得最佳影片奖，该片导演科恩兄弟获得最佳导演奖，《未血绸缪》一片的男主角丹尼尔·戴-刘易斯获得最佳男主角奖，《玫瑰人生》一片的女主角玛丽昂·歌利亚获得最佳女主角奖。新华网（页面存档备份，存于）
- 金草莓獎公佈得獎結果，蓮莎露夏恩破天荒橫掃八大獎項。蘋果日報

## 2月23日
- 美国空军一架B-2轰炸机在关岛安德森空军基地起飞时坠毁，这是B-2首次坠毁事故。BBC（页面存档备份，存于）雅虎香港
- 俄羅斯駐北約大使表示，如果科索沃獨立升級，俄國將動武。BBC（页面存档备份，存于）
- 乌干达政府在苏丹南部城市朱巴与反政府武装圣灵抵抗军签署永久停火协议。新华网 Archive.today的存檔，存档日期2013-04-28
- 日本成功發射可提供傳送超高速網際網路的通訊衛星。CNN（页面存档备份，存于）

## 2月22日
- 東帝汶國會通過將宵禁延長一個月。PChome新聞-中廣新聞網

## 2月21日
- 土耳其地面部队越过土伊边境，开始对伊拉克境内的库尔德工人党实施越境打击。中国新闻网（页面存档备份，存于）
- 藝人不雅照片案主角陳冠希，承認絕大部分照片是他拍攝，並宣佈退出香港娛樂圈。香港电台 → 維基新聞
- 新加坡擊敗莫斯科，奪得第1屆青年奧林匹克運動會主辦權。國際先驅論壇報（页面存档备份，存于）
- 教廷官員表示，由於中國未有足夠的宗教自由，教宗本篤十六世現階段不可能訪華。路透社（页面存档备份，存于）
- 巴基斯坦人民党联合主席扎尔达里和穆斯林联盟（谢里夫派）领导人谢里夫在伊斯兰堡进行会谈，宣布将联合组建新政府。新华网（页面存档备份，存于）
- 一架搭载46人的圣巴巴拉航空公司的客机在委内瑞拉东部坠毁。中国新闻网（页面存档备份，存于）
- 塞爾維亞首都贝尔格莱德举行大规模群众集会，抗议科索沃单方面宣布独立。一些抗议者冲击了美国和克罗地亚驻塞尔维亚大使馆。新华网（页面存档备份，存于）

## 2月20日
- 美國海軍从部署于太平洋海域的一艘巡洋舰上发射一枚导弹，成功擊中本国早前失控的一颗間諜衛星。CNN（页面存档备份，存于）新华网 Archive.today的存檔，存档日期2013-04-28
- 亚美尼亚中央选举委员会公布的初步统计结果显示，现任总理谢尔日·萨尔基相在19日举行的亚美尼亚总统选举中获胜。新华网 Archive.today的存檔，存档日期2013-04-28
- 由於駐沖繩美軍近日涉及多宗刑事案件，美國軍方宣佈即日起禁止官兵和文職人員及家眷在非必要情形下離開基地。美聯社[]

## 2月19日
- 古巴領导人菲德尔·卡斯特罗在《格拉玛》网络版上宣佈将不寻求也不接受再次担任國務委員會主席及革命武裝部隊總司令的職務。BBC（页面存档备份，存于）新华网（页面存档备份，存于）
- 巴基斯坦议会选举的初步统计结果显示，巴基斯坦人民党获得议会的多数席位，但由于未赢得半数以上席位，故不能独立组阁。新华网 Archive.today的存檔，存档日期2013-04-28
- 日本东芝公司正式宣布，将从HD DVD业务中完全退出，这使得索尼公司支持的蓝光制式成为下一代DVD的唯一标准。新华网 Archive.today的存檔，存档日期2013-04-28
- 中華民國外交部宣布，中華民國正式承認科索沃為獨立國家。明報

## 2月18日
- 美國農業部宣佈回收一批自2006年至2008年生產的、達6500萬公斤的牛肉，是當地歷來最大的回收行動。全國廣播公司（页面存档备份，存于）

## 2月17日
- 新加坡政府前天宣布財政預算案，此政府分紅民眾多表歡迎。聯合早報網中國廣播公司[]
- 科索沃议会全票表决通过总理哈辛·塔奇提交的独立宣言，正式宣布脱离塞尔维亚而独立。BBC中文网（页面存档备份，存于）
- 英国财政大臣阿利斯泰尔·达林宣布因次級房屋信貸風暴陷入金融困境的诺森罗克银行将暂时被国有化。新华网（页面存档备份，存于）
- 阿富汗坎大哈省坎大哈市的一个露天斗狗场发生自杀式炸弹袭击事件，造成至少100人死亡，是2001年阿富汗战争塔利班政权被推翻以来阿境内最惨重的袭击事件。新华网 Archive.today的存檔，存档日期2013-04-28

## 2月16日
- 第58届柏林电影节落下帷幕，巴西导演何塞·帕蒂尔哈执导的《精锐部队》夺得金熊奖。新华网1 新华网2

## 2月15日
- 藝人不雅照片案首名被告鍾亦天，獲律政司撤銷控罪，當庭釋放。港台（页面存档备份，存于）
- 塞尔维亚现任总统鲍里斯·塔迪奇在议会宣誓就任新一任总统，他表示将力保包括科索沃和梅托希亚在内的领土和主权完整。新华网
- 现任捷克总统瓦茨拉夫·克勞斯在选举中击败美国密歇根大学教授扬·什韦纳尔，成功連任。CNN（页面存档备份，存于）

## 2月14日
- 美国伊利诺伊州北伊利诺伊大学发生校园枪击事件，造成包括枪手在内的6人死亡，16人受伤。新华网（页面存档备份，存于）
- 吉里巴斯擁有世界最大海洋保護區。REUTERS（页面存档备份，存于）

## 2月13日
- 澳大利亚总理陆克文在国会代表政府对过去实行的政策给澳大利亚土著带来的伤害，特别是给被偷走的一代的伤害进行正式道歉。國際先驅論壇報（页面存档备份，存于）新华网（页面存档备份，存于）
- 好萊塢名導演史提芬·史匹堡因達爾富爾衝突辭去北京奧運會藝術顧問一職。紐約時報（页面存档备份，存于）自由時報電子報

## 2月12日
- 2008年美國總統選舉：民主黨的奧巴馬在非裔美國人佔多數的維吉尼亞州、馬里蘭州和華盛頓哥倫比亞特區的初選取勝。共和黨的約翰·麥凱恩亦在這三個州區勝出。CNN（页面存档备份，存于）
- 美国东、西部两个编剧协会的成员在纽约和洛杉矶两地投票，决定结束持續100天的美國編劇協會大罷工。路透社（页面存档备份，存于）新华网

## 2月11日
- 全球最高新加坡摩天輪開始運轉。The Straits Times（页面存档备份，存于）
- 東帝汶總統若澤·拉莫斯·奧爾塔在首都帝力的住所内遭到叛军的袭击，腹部中彈，傷情严重。CNN（页面存档备份，存于）新华网（页面存档备份，存于）
- 2008年美國總統選舉：代表紐約州的參議員希拉里·克林頓繼星期六連輸三個州和美屬處女島的初選／黨團會議後，再在緬因州敗於代表伊利諾州的參議員奧巴馬，並撤換了競選經理。紐約時報（页面存档备份，存于）
- 雅虎公司董事会正式拒绝微软公司的446亿美元的收购报价，认为这一价格严重低估了雅虎的实际价值。 腾讯网（页面存档备份，存于）
- 美国阿特兰蒂斯号航天飞机上的两名宇航员在经过近8个小时的太空行走后，将欧洲空间局制造的哥伦布实验舱成功安装到国际空间站上。新华网（页面存档备份，存于）
- 美國司法部以非法傳遞機密資料起訴美國國防部官員柏格生（Gregg W. Bergersen），並在紐奧良逮捕了台灣出生的商人郭台生（Tai Shen Kuo）與中國公民康玉新（Yu Xin Kang）。自由時報電子報

## 2月10日
- 瑞士蘇黎世布尔勒收藏展览馆被3名持枪劫匪劫走四幅名畫，分別是梵高的《正在开花的栗树枝》、的《在维特尼的罂粟花田》、塞尚的《穿红背心的男孩》和德加的《卢多维克·勒皮克和他的女儿》，总价值1.13亿欧元。獨立報（页面存档备份，存于）新华网
- 埃及国家足球队以1:0战胜喀麦隆，第六次获得非洲国家杯足球赛冠军。新华网（页面存档备份，存于）
- 第50届格莱美奖颁奖典礼在美国洛杉矶斯台普斯中心举行。新华网（页面存档备份，存于）
- 英國奧林匹克委員會要求參與北京奧運會的運動員承諾不對政治敏感的議題進行評論。衛報自由時報電子報
- 韩国首尔一号国宝崇礼门发生火灾，整座木制城楼被烧毁，消防部门怀疑有人纵火。新华网（页面存档备份，存于）
- 2008年英国电影和电视艺术学院奖在伦敦颁奖，英国电影《赎罪》获得最佳影片奖。BBC中文网（页面存档备份，存于）

## 2月9日
- 日本防卫省称，俄羅斯空军一架Tu-95轟炸機飛入日本伊豆群島領空3分鐘，日本航空自衛隊出動24架F-15战斗机和空中预警机升空攔截，而俄罗斯否认其轰炸机侵犯日本领空。中央廣播電台新华网（页面存档备份，存于）新华网（页面存档备份，存于）
- 七大工業國組織財政部長和中央銀行行長會議聲明要共同面對美國2007年次級房屋信貸風暴影響和全球經濟下滑。NHK
- 土耳其國會通過憲法修正案，女性可在大學內穿戴頭巾；反對者認為此違反土耳其國父穆斯塔法·凱末爾·阿塔土克主張的政教分離，將剝奪女性自由。CNN（页面存档备份，存于）
- 緬甸軍政府說將在五月舉辦公民投票通過新憲法，並在2010年舉行民主選舉來成立新政府。CNN（页面存档备份，存于）

## 2月8日
- 英国警方公布对贝·布托遇刺案的调查报告，认为自杀炸弹的爆炸威力致使布托头部与乘坐的汽车的紧急出口发生碰撞从而导致她的死亡，而不是死于枪击。BBC中文网（页面存档备份，存于）

## 2月7日
- 第58届柏林电影节开幕，本届评委会主席由希腊裔法国电影导演科斯塔·加夫拉斯担任。德国之声TOM.com
- 2009年电视剧《红楼梦》导演李少红宣布姚迪、白冰分别饰演黛玉和宝钗。北京电视台新华网
- 美国阿特兰蒂斯号航天飞机从佛罗里达州肯尼迪航天中心发射升空，此次太空任务主要是将欧洲空间局建造的哥伦布实验舱送上国际空间站。新华网（页面存档备份，存于）
- 北约26个成员国的国防部长开始在立陶宛首都维尔纽斯举行非正式会议，重点讨论阿富汗、科索沃和北约转型等问题。新华网（页面存档备份，存于）
- WHO（世界衛生組織）發布全球禁煙狀況和措施來避免數千萬人在本世紀中期提早死亡。WHO（页面存档备份，存于）
- 美國國會通過一千六百八十億美元刺激經濟計劃。The New York Times（页面存档备份，存于）自由時報

## 2月6日
- 世界最大的矿业企业必和必拓公司正式发布对力拓公司的收购要约，交易总额高达1474亿美元，如交易成功，将成为世界历史上第二大企业并购案。新华网（页面存档备份，存于）
- 義大利總統喬治·納波利塔諾解散國會。CNN（页面存档备份，存于）
- 美國疾病控制與預防中心（CDC）說已感染愛滋病毒（人類免疫缺陷病毒）的母親，可將病毒透過先嚼過的食物（唾液內含血液）傳給孩子。REUTERS（页面存档备份，存于）
- 2008年美國總統選舉：「超級星期二」初選結束。共和黨的約翰·麥凱恩不但取得最多的州份，更贏得兩個大州紐約州和加州。民主黨的希拉里·克林頓和巴拉克·奧巴馬各有千秋。CNN（页面存档备份，存于）

## 2月5日
- 中国杭州中级人民法院以“煽动颠覆国家政权罪”，判处异议作家吕耿松有期徒刑四年，剥夺政治权利一年。BBC中文网（页面存档备份，存于）、自由亚洲电台[]
- 法国阿尔斯通公司正式推出其最新一代超高速列车AGV，是世界上首次采用铰连技术与发动机分置技术相结合的高速列车，时速可达350公里。新华网（页面存档备份，存于）
- WTO（世界貿易組織）同意烏克蘭成為會員國的入籍案。WTO（页面存档备份，存于）
- 美国中南部田纳西州、阿肯色州、肯塔基州、亚拉巴马州和密西西比州五个州遭受龙卷风袭击，造成至少56人死亡。新华网（页面存档备份，存于）

## 2月4日
- 中华人民共和国交通部宣布，受雪灾影响的京珠高速公路最后滞留的6000辆车全部疏散完毕，此前曾有司机被困于该高速公路上达14天之久。新华网（页面存档备份，存于）新华网（页面存档备份，存于）
- 世界銀行行長佐利克宣佈，已任命中國經濟學家、北京大學中國經濟研究中心創始主任林毅夫教授為世行首席經濟師兼主管發展經濟學的資深副行長，以接任去年離職的布吉尼翁；林毅夫將於5月31日上任，是世行首位來自發展中國家的首席經濟師。世界銀行（页面存档备份，存于）
- 被內地囚禁的新加坡海峽時報首席特派員程翔，據報已經獲釋。明報
- 伊朗启动首个用于发射科研卫星的航天中心，并试射了首枚用于发射卫星的火箭。新华网（页面存档备份，存于）

## 2月3日
- 乍得政府军称，已经将反政府武装赶出了首都恩贾梅纳，并击退他们对东部城市阿德雷的进攻。新华网（页面存档备份，存于）
- 塞尔维亚现任总统、民主党主席塔迪奇在首都贝尔格莱德宣布，他已经击败激进党副主席尼科利奇获得第二轮总统选举的胜利。新华网（页面存档备份，存于）
- 卢旺达和刚果民主共和国先后发生里氏6.0级和5.0级的两次地震，造成至少30人死亡，350余人受伤。央视国际（页面存档备份，存于）

## 2月2日
- 中华民国总统陈水扁搭乘军用运输机前往南沙群岛太平岛慰问官兵并主持飞机跑道的启用典礼，成为首位到达太平岛的中华民国元首。聯合電子報[]
- 乍得反政府武装与政府军经过几个小时的激烈战斗之后，夺取了对首都恩贾梅纳的控制，并宣布推翻伊德里斯·代比政权。新华网（页面存档备份，存于） BBC中文网（页面存档备份，存于）
- 据法国媒体报道，法国总统萨科齐在总统府与女友卡拉·布鲁尼结婚。新华网（页面存档备份，存于）

## 2月1日
- 全球最大的软件生产商微软宣布，单方面向雅虎提出要约收购，出价为每股31美元，总价约446亿美元。明報 新华网（页面存档备份，存于）
- 緬甸政治犯救援組織表示，緬甸政治犯人數去年激增至1864人，顯示緬甸軍政府的民主路線圖根本就是場笑話。法新社
- 澳洲「每日電訊報」報導指出，在「綠色和平組織」等抗議者因燃料不足而退出南極水域後，日本捕鯨船再度獵殺鯨魚，當天共殺害五頭鯨魚。澳政府表示「失望」，並派遣海關船「海洋維京號」蒐集日本捕鯨船屠殺鯨魚的證據，可能對日本採取國際性的法律行動。法新社
- 联合国秘书长潘基文抵达内罗毕，与联合国前秘书长安南、肯尼亚反对党橙色民主运动领导人奥廷加就肯尼亚政治危机举行会谈。新华网 Archive.today的存檔，存档日期2013-04-29
- 加蓬副总理兼外长让·平在非洲联盟第十届首脑会议全体会议上当选非盟委员会新主席。新华网（页面存档备份，存于）
- 伊拉克巴格达两名智障妇女被恐怖分子利用在宠物市场发动两起自杀性炸弹袭击，造成至少99人死亡。中国新闻网
- 科菲·安南与肯尼亚两大阵营谈判代表晚间召开的新闻发布会上说，双方经过三轮谈判已就解决国内危机的步骤达成一致，同意立即采取措施，结束暴力流血冲突。新华网（页面存档备份，存于） BBC中文网（页面存档备份，存于）